# Teekesselchen
Teekesselchen, auch Teekessel, ist ein Spiel, bei dem ein Wort mit mehreren Bedeutungen, also ein Homonym oder ein Polysem, aufgrund der Definition der Bedeutungen erraten werden muss.

## Herkunft
Die derzeit bekannte früheste Erwähnung und Beschreibung dieses Spiels findet sich in The Book of a Hundred Games von Mary White (1896), S. 117, unter der englischen Bezeichnung Teapot.

## Regeln
Normalerweise werden nur Hauptwörter verwendet, häufig jedoch keine Eigennamen oder fremdsprachlichen Begriffe. Demnach wären Henkel (für den Waschpulverhersteller und als Teil der Tasse) oder auch surfen (im Internet und auf dem Surfbrett) nicht zulässig.
Üblicherweise vereinbaren mehrere der Mitspieler geheim einen solchen Begriff, wobei jeder eine der Bedeutungen übernimmt. Dann werden nacheinander einzelne Aussagen über die jeweiligen Bedeutungen gemacht, wobei der zu erratende Begriff stets durch das Wort Teekesselchen ersetzt wird. Aus den Aussagen müssen die übrigen Mitspielenden den Begriff erraten.
Beispiele:
- „Mein Teekesselchen kann leuchten.“ – „Mein Teekesselchen kann man essen.“  Lösung: Die Birne als Lampe und als Obst.

- „Auf meinem Teekesselchen kann man sitzen.“ – „Auf meinem Teekesselchen kann man Geld wechseln.“ Lösung: Die Bank als Möbel und als Kreditinstitut.

Oft treten zwei Mannschaften gegeneinander an, wobei diejenige gewinnt, die insgesamt die wenigsten Hinweise benötigt hat. Eine häufige Variante ist, dass der Begriff vom Team ausgewählt wird, dem die Ratenden nicht angehören, und anschließend so viele Mitspieler des Rateteams den Begriff mitgeteilt bekommen, wie er Bedeutungen hat – diese „Eingeweihten“ müssen den Begriff dann so geschickt umschreiben, dass er mit möglichst wenigen Hinweisen von der eigenen Mannschaft erraten werden kann.

## Wertung
Spielen zwei Teams gegeneinander, gibt es normalerweise umso mehr Punkte, je weniger Erklärungen ein Team bis zum Erraten benötigt. Dabei kann die Art der Erklärung festgelegt sein, etwa dass zuerst die Farbe, dann die Form usw., beschrieben wird. Werden keine Teams gebildet, können alle bis auf die Spielleitung mitraten, und wer den Begriff zuerst errät, erhält einen Punkt und übernimmt die Spielleitung für die nächste Runde.